# Granada nos Jogos Pan-Americanos
Granada competiu nos jogos pan-americanos desde a décima edição do evento multiesportivo em 1987. Sua mais recente participação aconteceu no último pan em 2007, no Rio de Janeiro. O país compete com o código de país do COI: GRN.
O atletas que representaram o país conquistaram um total de três medalhas nos Jogos Pan-Americanos, uma de prata e duas de bronze.
Granada não participou dos Jogos Pan-Americanos de Inverno de 1990, em Las Leñas.

## Participação
| Ano   | Sede           | Gold | Silver | Bronze | Total |
| ----- | -------------- | ---- | ------ | ------ | ----- |
| 1987  | Indianápolis   | 0    | 0      | 0      | 0     |
| 1991  | Havana         | 0    | 0      | 0      | 0     |
| 1995  | Mar do Prata   | 0    | 0      | 0      | 0     |
| 1999  | Winnipeg       | 0    | 0      | 0      | 0     |
| 2003  | Santo Domingo  | 0    | 1      | 1      | 2     |
| 2007  | Rio de Janeiro | 0    | 0      | 1      | 1     |
| 2011  | Guadalajara    | 0    | 0      | 0      | 0     |
| Total | Total          | 0    | 1      | 2      | 3     |